# 新俄羅斯 (邦聯)
新俄羅斯（羅馬化：Novorossiya），又称人民共和国联盟，是於2014年5月22日由聲稱從烏克蘭獨立的頓涅茨克人民共和國和盧甘斯克人民共和國所组成的邦联。2015年5月20日，頓涅茨克人民共和國和盧甘斯克人民共和國共同宣布邦联停止存在。

## 詞源
新俄羅斯是一個歷史名詞，其歷史上的疆域包括黑海北部連接俄羅斯帝國的領土，於18世紀下半葉俄羅斯－土耳其戰爭時產生，包括今烏克蘭東南部各州，以及庫班區域。這個詞一直使用到1917年的十月革命後，之後新俄羅斯土地的割讓被蘇聯政府教育视作為十月革命的結果和妥協烏克蘭蘇維埃社會主義共和國和俄羅斯蘇維埃聯邦社會主義共和國兩國之間的分歧。
在21世紀中，歷史名詞“新俄羅斯”再次被提起是2014年4月17日俄羅斯聯邦總統弗拉基米爾·普京在一個與公民直播的電視連線上說的對話：「通過使用更多的歷史名詞，我想說，新俄羅斯原來不是烏克蘭的領土。這裡是哈爾科夫、頓涅茨克、盧甘斯克、赫爾松、尼古拉耶夫、敖德薩，它們是在1922年蘇聯時代俄羅斯劃分給烏克蘭管轄的領土。至於為什麼蘇聯政府當初這樣做，我並不知道。」

## 2013年底烏克蘭政治危機
2013年11月，烏克蘭政府宣布暫停與歐盟簽署《聯繫國協定》，這一決定導致了首都基輔市中心出现大規模的和平抗議活動，但後來因為政府驅趕抗議活動，又立烏克蘭反示威法，使得情況變得激烈並擴展至烏克蘭其他城市，此即烏克蘭親歐盟示威運動。到2014年1月中旬，轉變成大規模的反總統和反政府運動。之後在2月21日，亞努科維奇總統讓步而與反對派簽署了用以解決危機的協議。同日，亞努科維奇離開基輔。2月22日，最高拉達通過了一項決議，宣布重新選舉。反對派在政變後废除他的總統權力，並佔領了政府大樓。該法令還任命最高拉達於5月25日提前舉行總統大選，而烏克蘭總統的職責已委託給最高拉達阿列克亞歷山大·圖奇諾夫主席。
烏克蘭新政府成立以後，采取政策削弱俄语地位，例如廢除俄語為東南部各州的官方語言、禁止在國家升學考試中使用俄語、關閉俄語電視台、減少以俄語教學的學校和加速推動烏克蘭化等。前政府官員和之前鎮壓人民示威的金雕特警隊遭解散。因為不滿這些政策，東南部俄語區部分居民開始抗議新政府的政策（烏克蘭東南部約有800萬俄羅斯族，說俄語的居民則約有1,500至2,000萬）。

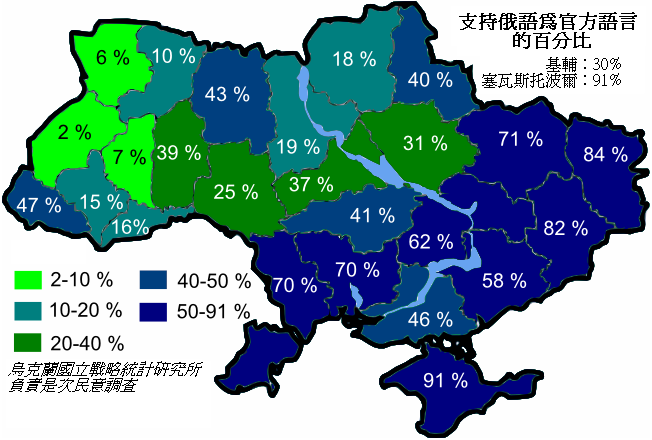
烏克蘭國民語言分別狀況

2月23日，最高拉達宣布廢除《關於國家語言政策基本法》。該法為2012年7月3日通過，為少數民族人口數超過10％的地區實行兩種官方語言提供法源。新政府上台後該法被否決，但臨時代理總統亞歷山大·圖爾奇諾夫稱該法律仍然有效。
在首都基輔的北部、中部和西部地區，新領導人宣布恢復参与歐洲一體化的行动，獲得西部民眾的支持，並迅速鞏固了其權力。隨後東南部民眾開始反對新政府，抗議新政府拒絕考慮講俄語的少數民族權益。隨後克里米亞發生政變，塞瓦斯托波爾市和克里米亞自治共和國聯合宣布公投，拒絕承認新烏克蘭政府的合法性，並呼籲俄羅斯聯邦政府提供合作和援助。幾週後，克里米亞宣布獨立為克里米亞共和國，並舉行獨立公投以决定克里米亞是否加入俄羅斯聯邦。
在基輔對峙期間，一些東南部烏克蘭政治人物和領導人表示烏克蘭聯邦化和權力下放地方政府是一個可能的解決辦法，可以擺脫這種東西對抗的分裂局面。這個想法在政權更迭後得到了進一步發展。來自前東南部區域市政局的代表人和執政黨（包括地區黨等），在其市議會議開始後採取措施試圖讓烏克蘭中央承認俄羅斯的兩點建議：要求推動烏克蘭聯邦化及質疑新政府的合法性。

### 烏克蘭東南部內戰

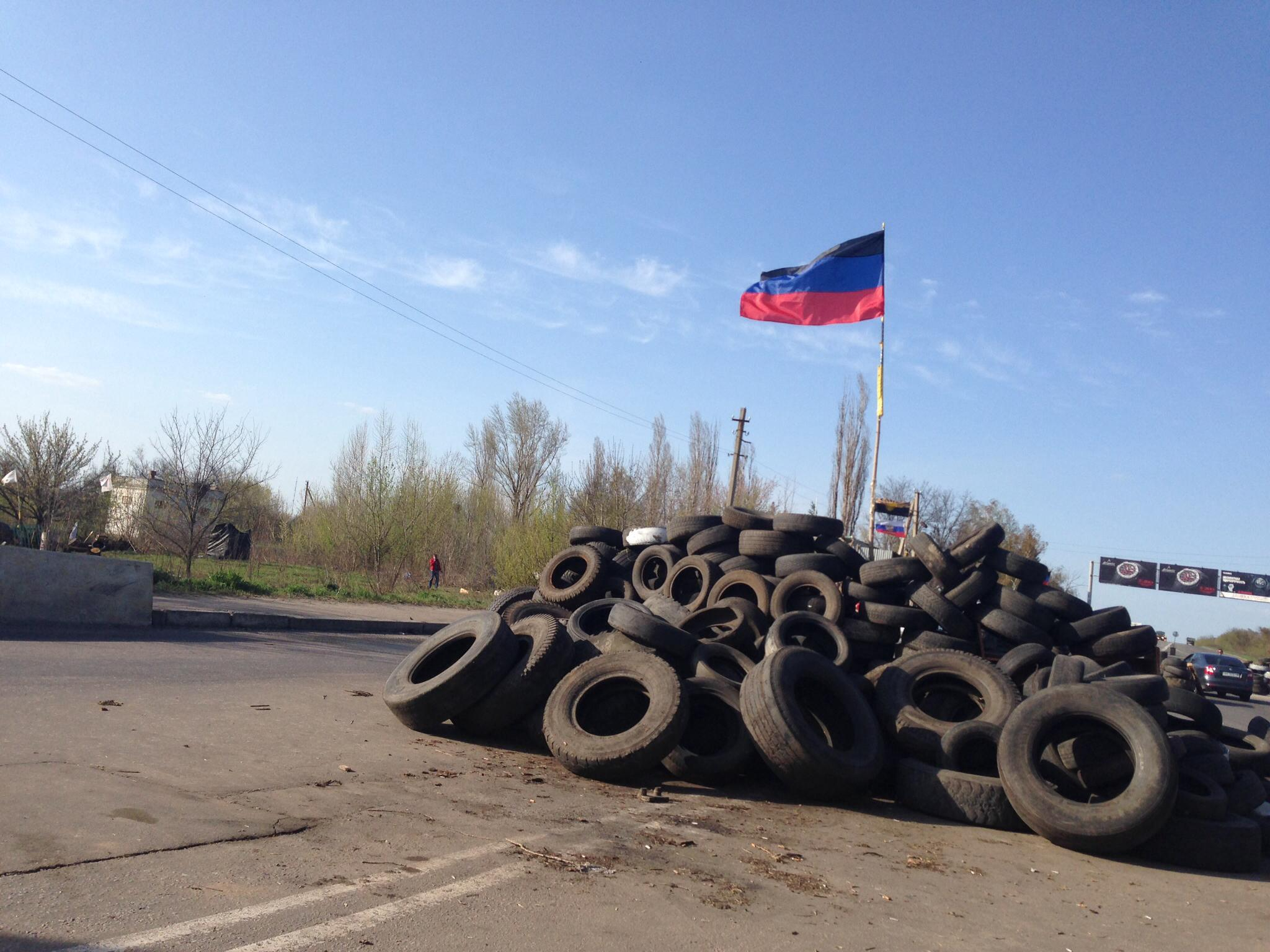
烏克蘭東南部民间武装在頓涅茨克設置的路障。2014年4月23日。

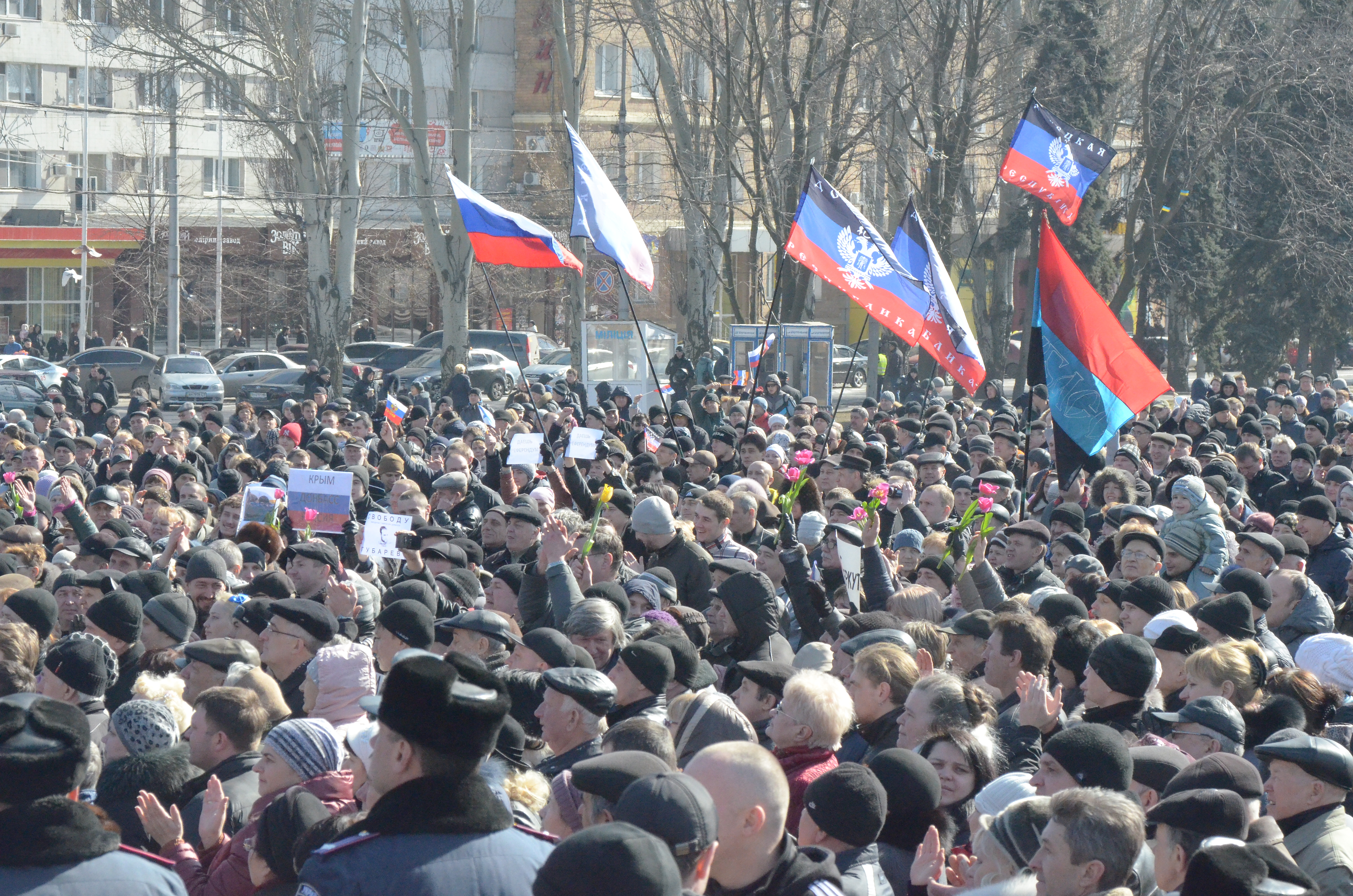
東南部親俄民眾的抗議活動

在烏克蘭東部，特別是在頓涅茨克、盧甘斯克和哈爾科夫，發生反對新烏克蘭當局的抗議。示威者拒絕承認新的烏克蘭當局合法性而贊成烏克蘭聯邦化，並反對烏克蘭新政府任命東南部地區新的州長，認為其目的是非法的。他們主張在自己的地區選擇自己的“人民領袖”。4月6日，烏克蘭東南部抗議者付諸了行動，他們佔領了頓涅茨克、盧甘斯克的一些行政大樓和哈爾科夫地區市政府等機構。隨後，聯邦制的主张實際上已經被事实上的“東西烏克蘭分裂”所取代。
4月14日，議長及代理總統亞歷山大·圖奇諾夫表示，將對烏克蘭東南部那些非法持有武器的人，展開反恐措施。
5月17日，烏克蘭總檢察長認定“頓涅茨克人民共和國”和“盧甘斯克人民共和國”為恐怖組織。辦公室發言人解釋說，這些組織具有和恐怖組織相似的功能：清晰的層次結構、融資和武器供應渠道，以及恐怖行為等，烏克蘭當局正在偵查相關的刑事案件。

### 獨立宣言
2014年5月24日在頓涅茨克，自行宣布独立的頓涅茨克人民共和國總理亞歷山大·扎哈爾琴科和盧甘斯克人民共和國代表阿列克謝·卡爾亞金（Alexei Karjakin）簽署了合併兩個共和國的文件《新的國家：新俄羅斯》。
不過，盧甘斯克人民共和國總統伊戈爾·普羅特尼茨基說，建立新俄羅斯，並不意味著盧甘斯克和頓涅茨克組成共和國制的聯盟，他們將繼續以各自獨立的邦聯制國家存在：
|  | 簽署了兩個獨立國家的聯盟協議。他們是自主的、獨立的。……我們希望在不久的將來，公民投票將在其他烏克蘭地區舉行，他們將被納入聯盟。 |

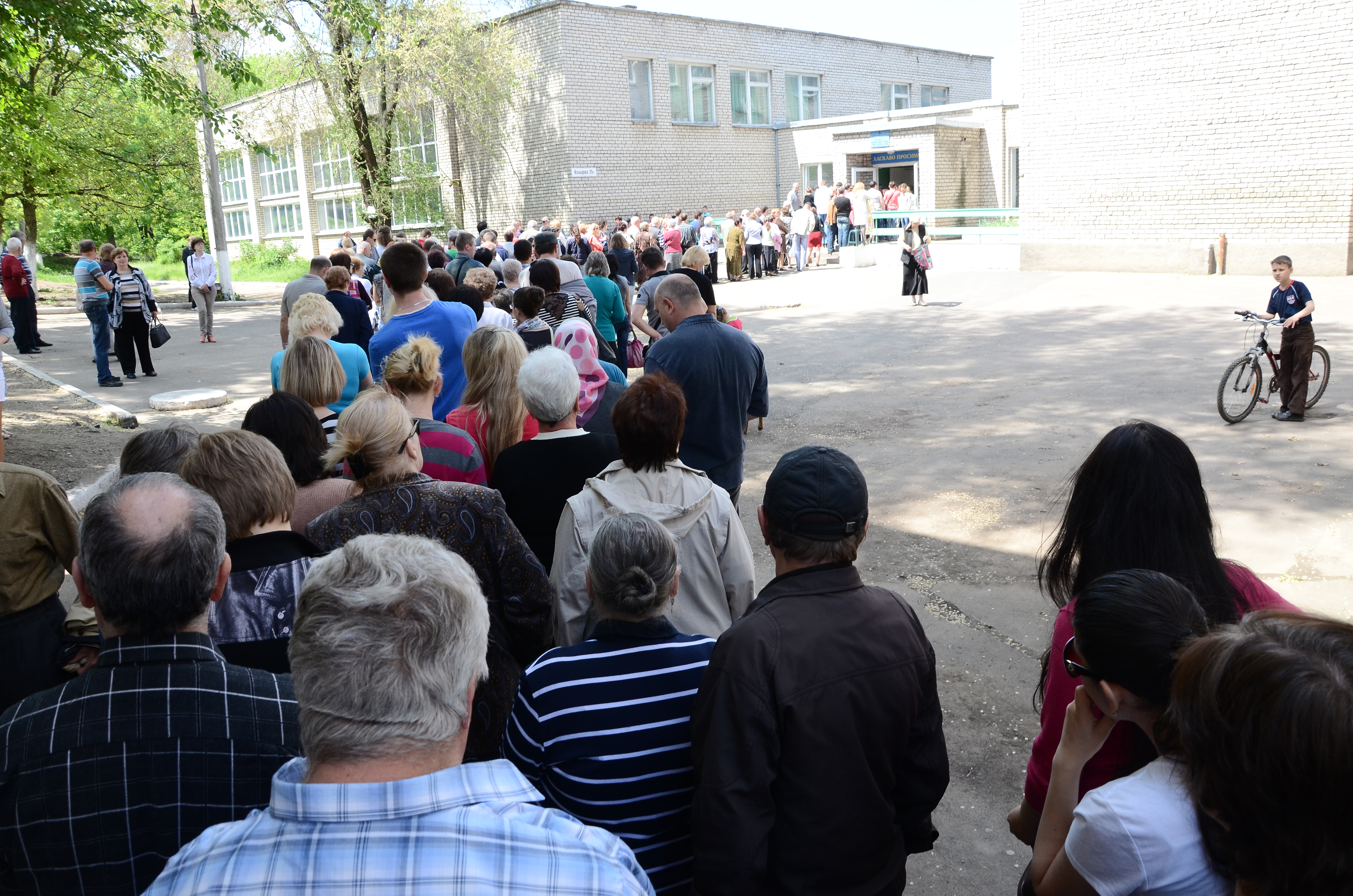
5月11日在頓涅茨克的獨立公投

該共和國將繼續保持獨立的事實，也證實了烏克蘭親俄政治家帕維爾·古巴廖夫的看法 。
同時，在頓涅茨克成立了“民族團結陣線”，共有來自烏克蘭東南部八個州的145位代表參加，該組織將在烏克蘭東南部凝聚支持者，並推動烏克蘭各地區的聯邦化。

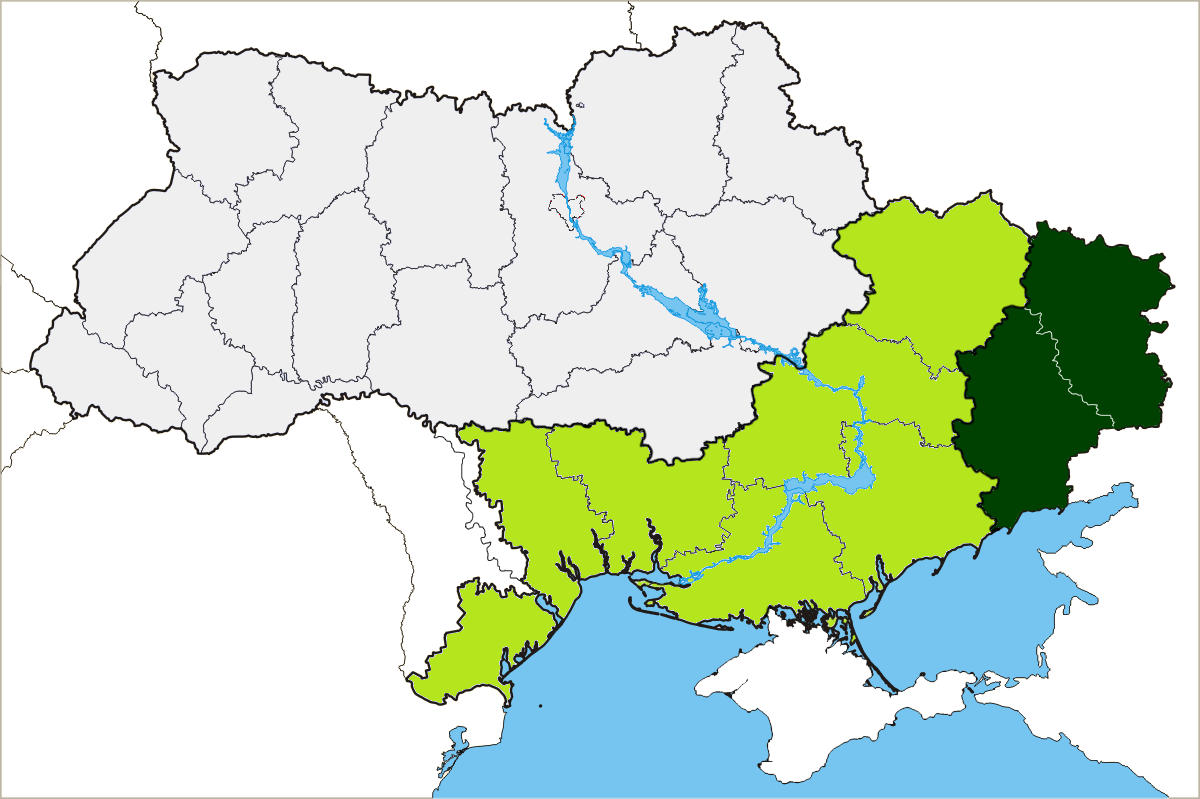
深綠色突出的部分是新俄羅斯當前宣稱的領土，淺綠色部分是聲稱曾經是新俄羅斯的歷史領土。

然而，盧甘斯克人民共和國總理瓦西里·尼基京在5月25日說，達成的協議是關於建立人民共和國聯盟，而不是新的俄羅斯。他補充說，該聯盟的宗旨是合作夥伴關係，例如，在經濟和軍事領域。
“新俄羅斯”的領導大會在頓涅茨克舉行，帕維爾·古巴廖夫被選為總理。這項決定獲得一致通過，將曾經是新俄羅斯歷史領土上的人民團結起來。一旦我們解決了這個問題，團結起斯拉夫人，我們將贏得我們的領土的其餘部分。
最初的新俄羅斯領土主張將由以下十個組成共和國組成：
| 國旗                         | 國名                         | 首都                          | 面積 (km²) |
| ---------------------------- | ---------------------------- | ----------------------------- | ---------- |
| 頓涅茨克人民共和國           | 頓涅茨克人民共和國           | 頓涅茨克                      | 26,517     |
| 盧甘斯克人民共和國           | 盧甘斯克人民共和國           | 盧甘斯克                      | 26,684     |
| 哈爾科夫人民共和國           | 哈爾科夫人民共和國           | 哈爾科夫                      | 31,415     |
| 第尼伯彼得羅夫斯克人民共和國 | 第尼伯彼得羅夫斯克人民共和國 | 第尼伯彼得羅夫斯克 (第聶伯羅) | 31,974     |
| 敖德薩人民共和國             | 敖德薩人民共和國             | 敖德薩                        | 33,310     |
| 扎波羅熱人民共和國           | 扎波羅熱人民共和國           | 扎波羅熱                      | 27,180     |
| 赫爾松人民共和國             | 赫爾松人民共和國             | 赫爾松                        | 28,461     |
| 尼古拉耶夫人民共和國         | 尼古拉耶夫人民共和國         | 尼古拉耶夫                    | 24,598     |
| 蘇梅人民共和國               | 蘇梅人民共和國               | 蘇梅                          | 23,834     |
| 基洛沃格勒人民共和國         | 基洛沃格勒人民共和國         | 基洛沃格勒 (克羅皮夫尼茨基)   | 24,588     |

### 领袖身亡
頓涅茨克总统亞歷山大·扎哈爾琴科，于2018年8月31日在頓涅茨克市中心咖啡馆遭遇汽车炸弹袭击身亡。

## 明斯克協議
2014年，烏克蘭總統波羅申科同意和新俄羅斯聯邦代表簽訂停火協議《明斯克協議》，條約中烏克蘭政府同意給予東部兩州的特殊自治地位。
2014年9月5日，烏克蘭政府和烏東南部武裝在白俄羅斯首都明斯克市簽訂停火協議同意給予東南部兩州自治權，但兩州仍留在烏克蘭領土內。但東南部地區領導人多次表示不會放棄爭取獨立。9月16日烏克蘭最高拉達通過一項法律給予在頓巴斯的地區特殊自治地位。

## 國家標誌

2014年5月13日公開的新俄羅斯聯邦国旗，基于俄羅斯國旗和俄羅斯帝國國旗基礎上的修改。

2014年8月13日國民議會所採用的俄羅斯國旗版本。用作於民用旗及非官方民族主義旗幟。

2014年8月13日公開的新俄羅斯軍旗，改編自俄羅斯海軍的聖安德烈十字架軍旗。

2014年8月13日公開的新俄羅斯軍旗，改編自俄羅斯海軍的聖安德烈十字架軍旗的一个變體。

2014年5月中旬，“頓巴斯人民州長”宣佈新俄羅斯國旗的設計，對於不同的單位頒發11個不同的標誌。2014年5月31日，新俄羅斯官方標誌獲得批准。
新俄羅斯軍旗由以鮮紅的矩形作為底圖，配上蔚藍的聖安德魯十字架與銀色邊框——自俄羅斯海軍軍旗修改而來，這對新俄羅斯的出現和認同起到了顯著的軍事作用。該標誌後來廣泛應用於新俄羅斯的領土，是官方符號。

## 經濟
2014年5月20日，頓涅茨克人民共和國宣布成立的過程中，開始推動位於新俄羅斯的烏克蘭企業、工廠和機構的國有化。

## 軍事
新俄羅斯的武裝力量包括：頓巴斯民兵、地方自衛隊和大多由前烏克蘭政府軍人組成的東南部正規軍。當局表示成立軍隊是為了保護新俄羅斯的領土、防禦其他國家的軍事侵略，以及在新俄羅斯境內打擊恐怖主義和極端主義的鬥爭。
2014年7月，新俄羅斯武裝部隊的人數約為2萬人，有約200多輛戰鬥車輛。當局表示從現有烏克蘭東南部軍火庫繳獲和兵工廠組裝的裝甲車、坦克與各種重型武器，均由志願者組成的技師團隊完成。